# Bzite
Bzite – wieś w Polsce położona w województwie lubelskim, w powiecie krasnostawskim, w gminie Krasnystaw.
W latach 1975–1998 miejscowość położona była w województwie chełmskim.
Wieś stanowi sołectwo gminy Krasnystaw. Według Narodowego Spisu Powszechnego (III 2011 r.) wieś liczyła 405 mieszkańców.
Wierni Kościoła rzymskokatolickiego należą do parafii Miłosierdzia Bożego w Siennicy Nadolnej.

## Historia
Wieś notowana w początkach XV wieku. W 1419 występuje w dokumentach jako Bszyscze. Nazwy Bzistcze, Bsistche, Bsiste pojawiają się w roku 1448.

Nazwa wsi w formie Bzite występuje w roku 1564 tak też w roku 1880.
Po bezpotomnej śmierci N. Buczackiego-Tworowskiego herbu Pilawa, właściciela dóbr Bzite i Krupe w 1774 pozostały po nim majątek prawem kaduka otrzymał starosta nowokorczyński Rej.
Według Słownika geograficznego Królestwa Polskiego z roku 1880, Bzite to wieś z folwarkami Bzite i Walercin w powiecie krasnostawskim, gminie Rudka, parafii rzymskokatolickiej w Krasnymstawie i greckokatolickiej w Krupe. Wieś odległa od rzeki Wieprz o wiorst 2, od stacji kolei nadwiślańskiej w Rejowcu o wiorst 7, od miasta powiatowego Krasnystaw o wiorst 6. Około roku 1880 ludności stałej było 311 dusz w tym 149 mężczyzn i 165 kobiet religii katolickiej, domów było 40. Rozłegłość ogólna mórg 661, z czego w roku 1864 dla 39 osad włościańskich przeszło mórg 391 zaś reszta 270 mórg stanowiła własność dominialną. Grunta lekkie, ale łąk i pastwisk obfitość.

Według spisu z roku 1827 było tu 38 domów zamieszkałych przez 165 mieszkańców. Bzite należało niegdyś do Bzickich, w drugiej połowie XIX wieku do Kazimierza i Walerii Piotrowskich.

## Urodzeni w Bzite
- Florian Adam Skomorowski – aktor występujący na scenach ziem polskich w XIX w.
- Antoni Starnawski (1901–1985) – major kawalerii Wojska Polskiego
- Marian Suchar – specjalista w dziedzinie mechaniki teoretycznej i stosowanej, profesor Politechniki Łódzkiej.